# ایل‌بیگی
ایل‌بیگ به دومین شخصِ مهم پس از خان (ایلخان)، در رده‌بندیِ سازمانیِ ایل گفته می‌شود.

## واژه‌شناسیِ ایل‌بیگی
ایل‌بیگی. [بَ / بِ] (ترکی، اِ مرکب) رهبر ایل. رئیس ایل و در رتبه دون ایلخانی. (یادداشت به خط مؤلف دهخدا).

## مقامِ ایل‌بیگی
پس از سرکردهٔ ایل که از نظر سیاسی و نظامی فرماندهٔ کل ایل به‌شمار می‌آمد، مقام ایل‌بیگی قرار داشت. افراد منصوب به این شغل از سوی سرکرده معرفی می‌شدند و هر بخش از ایل دارای یک ایل‌بیگی بود. گفتنی است که مدت‌ها دو بخش ایل، سرکرده‌ای جداگانه داشت که آن نیز بنا به اوضاع و مقتضیات زمان پیش آمده بود؛ ولی ایل‌بیگی‌های هر بخش و بعضی از طایفه‌ها اشخاص جداگانه‌ای بودند که تحت امر سرکرده به انجام وظیفه اشتغال داشتند. پس از ایل‌بیگی‌ها که رؤسای بخش به‌شمار می‌آمدند، کدخدایان بالاترین مقام در طایفه‌ها بودند، آن‌ها زیر نظر ایل‌بیگی‌ها با اختیار کافی به انجام وظیفه مشغول بودند…

## وظیفهٔ ایل‌بیگی به روایتِ فتح‌السلطان
هنگامی که فتح‌السلطان دربارهٔ سلسله‌مراتبِ فرماندهی در ایل گفتگو می‌کرد، گاهی موضوعی مورد پرسش بود که؛ رهبری کل ایل را چه کسی بر عهده داشت؟ سرکرده یا ایل‌بیگی؟ پاسخ می‌داد؛ سرکرده.
ما می‌پرسیدیم پس وظیفهٔ ایل‌بیگی چه بود؟
وی می‌گفت،: وظیفهٔ ایل‌بیگی رسیدگی به امور داخلی و گردآوری مالیات برای دولت بود اما فرماندهی کل با سرکرده بود. او برای تفهیم و به عنوان مثال می‌پرسید؛ در یک شهرستان مانند ساوه، فرماندهٔ ساوه از نظر مقررات دولتی و حکومتی با کیست؟
پاسخ می‌دادیم؛ فرماندار.
می‌گفت که سرکرده‌ها هم علاوه بر نقش فرمانداری، فرماندهٔ نظامی هم بودند. ایل‌بیگی‌ها سمتی همانند سمت رئیس دارایی شهرستان داشتند.